# Caldicellulosiruptor owensensis
Caldicellulosiruptor owensensis è una specie di batterio appartenente alla famiglia delle Syntrophomonadaceae.